# 微笑パスタ
微笑Pastaは、台湾で制作・放送されたテレビドラマシリーズ。（三立電視台制作・台湾電視公司と三立都会台にて放送）
2006年の第三四半期に放送され、該当四半期のテレビドラマでは最高の視聴率を記録した人気ドラマ。全17回。主演は王心凌（シンディー・ワン）。

## キャスト
| 役名   | 俳優名                              |
| ------ | ----------------------------------- |
| 何群   | 張棟樑 （ニコラス・チャン）         |
| 成曉詩 | 王心凌 （シンディー・ワン）         |
| 何瑞哲 | Gino                                |
| RITA   | 趙虹喬 （ジョイス・チャオ、七朵花） |

## 主題歌
オープニングテーマ
- 『彩虹的微笑』

歌 - 王心凌（シンディー・ワン）
エンディングテーマ
- 『北極星的眼涙』

歌 - 張棟樑（ニコラス・チャン）